# Ludwig Salvator av Toscana

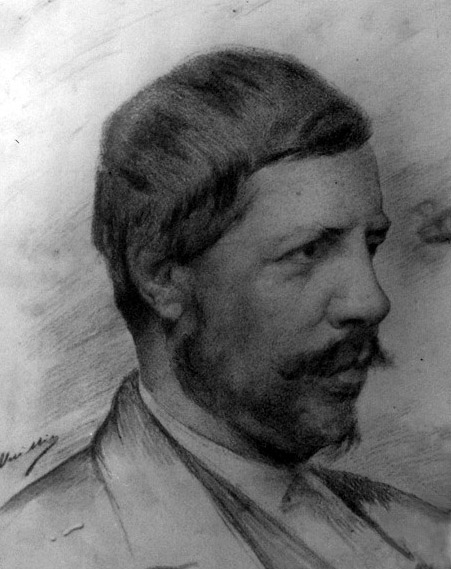
Ludwig Salvator av Toscana.

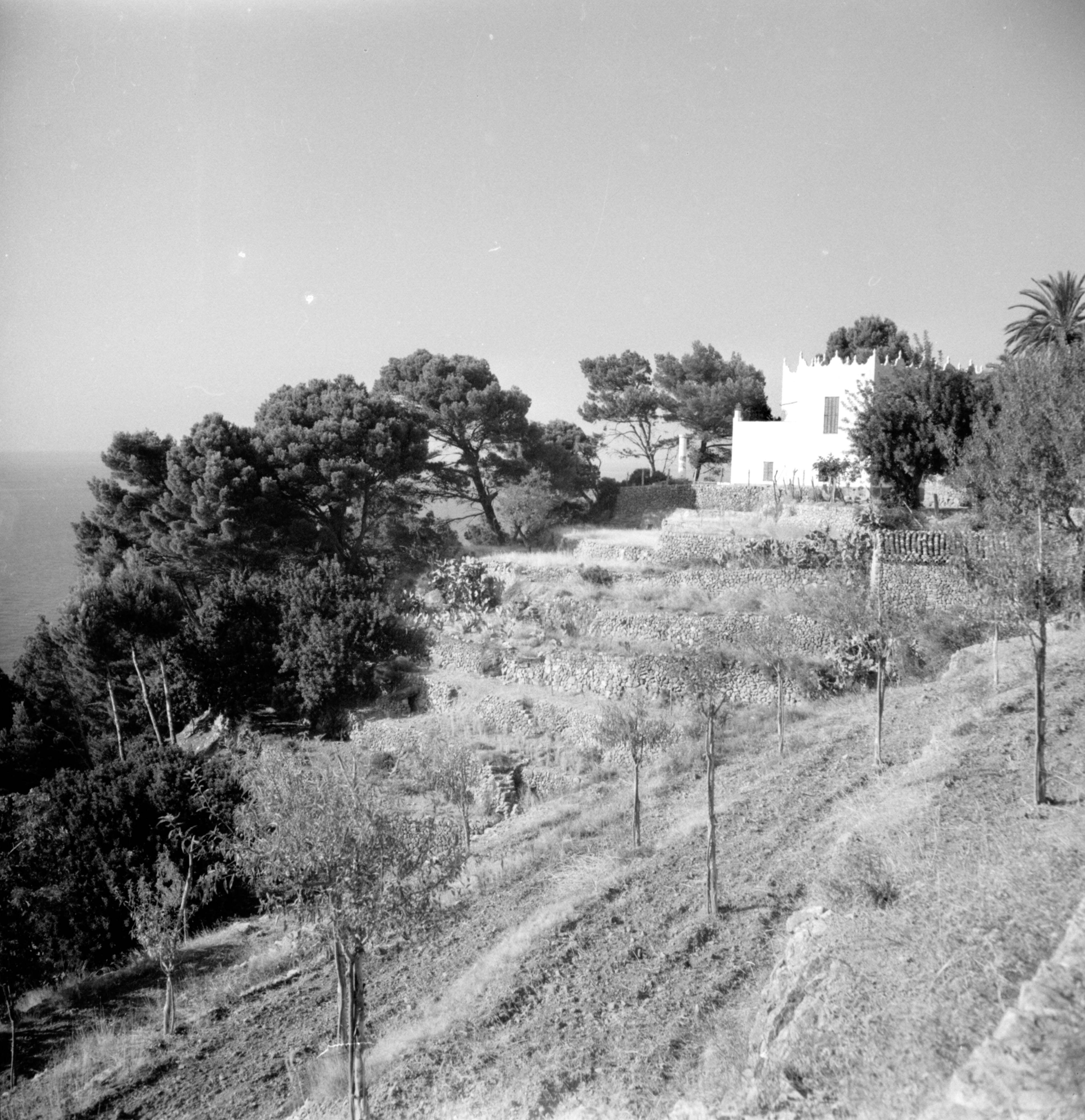
Arkehertig Salvators villa Esteque i Valldemosa, Mallorca, tagen av författare Göran Schildt

Ludwig Salvator av Toscana, född den 4 augusti 1847 i Florens, död den 12 oktober 1915 på slottet Brandeis, var ärkehertig av Österrike och prins av Toscana. Han var andre son till storhertig Leopold II av Toscana.
Ludwig Salvator gjorde sig bekant genom forskningsresor till olika världsdelar och genom de av honom själv illustrerade praktverk, som han författade med anledning av dessa färder. Särskilt bör nämnas Die Balearen. In Wort und Bild geschildert (7 band, 1869–1891; liten upplaga i 2 band 1897).